# Trigger (azienda)
Trigger (株式会社トリガー?, Kabushiki-gaisha Torigā) è uno studio di animazione giapponese fondato nel 2011 da due ex dipendenti di Gainax, Hiroyuki Imaishi e Masahiko Ōtsuka, con l'aiuto del produttore Kazuya Matsumoto.
Il personale dello studio è per lo più formato da dipendenti che erano al centro delle produzioni Gainax alla fine degli anni duemila, con nomi come Yō Yoshinari e Akira Amemiya, che da allora rappresentano il nucleo dello studio.
Hanno iniziato facendo lavori in collaborazione con A-1 Pictures e membri del gruppo Ultra Super Pictures come Ordet, Sanzigen e Liden Films.
Secondo un'intervista ad Imaishi, sono sempre disposti a reclutare giovani appassionati animatori ed entusiasti nel creare anime originali, con la possibilità di dare libero sfogo alle loro idee. Quest'ultimo è il motivo per cui lo studio si è spesso rifiutato di creare adattamenti di opere scritte da terzi.
Hanno mantenuto i loro legami originali con Gainax e con altri ex studi Gainax come Khara, con figure come Kazuya Tsurumaki, Takeshi Honda e Masayuki, collaborando con loro su base regolare.

## Produzioni

### Serie TV
- The Idolmaster (2011) - produzione associata per l'episodio 17
- Black Rock Shooter (2012) - produzione associata con Sanzigen e Ordet
- Sword Art Online (2012) - produzione associata per l'episodio 8
- Magi: The Labyrinth of Magic (2012) - produzione associata per l'episodio 5
- Kill la Kill (2013) - produzione
- Black Dynamite (2014) - sigla di apertura stagione 2[3]
- When Supernatural Battles Became Commonplace (2014) - produzione
- Hacka Doll - (2015)
- Steven Universe (2016) - episodio 4x4[4]
- Space Patrol Luluco (2016) - produzione[5]
- Kiznaiver (2016) - produzione[6]
- OK K.O.! - sigla di apertura[7]
- Little Witch Academia (2017) - produzione[8]
- Darling in the Franxx (2018) - co-produzione con A-1 Pictures[9]
- SSSS. Gridman (2018) - co-produzione con Tsuburaya Productions
- BNA: Brand New Animal (2020)[10]
- SSSS.Dynazenon (2021) - co-produzione con Tsuburaya Productions
- Dungeon Food (2024)
- New PANTY & STOCKING with GARTERBELT (2025)

### Film
- Little Witch Academia: The Enchanted Parade (2015)
- Promare (2019) - produzione associata con Sanzigen
- Gridman Universe (2023) - co-produzione con Tsuburaya Productions

### Corti
- Power Plant No. 33 (2015)
- Toy Story: Tutto un altro mondo (2015) - corto "Battlesaurs" dell'edizione home video; co-produzione con Pixar Animation Studios[11]

### Original anime video (OAV)
- Little Witch Academia (2013) - produzione (per il Young Animator Training Project)
- Little Witch Academia 2 (2014) - produzione

### Original net anime (ONA)
- Inferno Cop (2012) - produzione
- Yonhyakunijuu Renpai Girl (2013)
- Ninja Slayer (2015) - produzione
- Star Wars: Visions (2021) - episodi 3 e 7; co-produzione con Lucasfilm per Disney+
- Cyberpunk: Edgerunners (2022) - produzione per Netflix, co-produzione con CD Projekt
- Cyberpunk: Edgerunners II (TBA) - produzione per Netflix, co-produzione con CD Projekt [12]

### Videogiochi
- Project X Zone (Namco Bandai, 2012) - video di apertura
- Bishoujo Mobage: Mobami-chan (DeNa, 2014) - video promozionale[13]
- Little Witch Academia: Chamber of Time (Namco Bandai, 2017) - cutscene[14]
- Indivisible (505 games, 2019) - video di apertura; co-produzione con Timouse[15]
- Kill la Kill: The Game: IF (Arc Systems Works, 2019) - supervisione[16]
- Shantae and the Seven Sirens (WayForward, 2020) - video di apertura
- Fire Emblem: Fates (Nintendo, 2015) - illustrazioni
- Metallic Child (Crest, 2021) - video promozionale[17]
- Omega Strikers (Odyssey Interactive, 2023) - video promozionale[18]